# 临潼北站
临潼北站是一个西康铁路上的铁路车站，位于陕西省西安市临潼区行者街道。目前仅办理货运业务，不办理客运业务。